# جامعة تيسايد
جامعة تيسايد (بالإنجليزية: Teesside University)‏ هي جامعة عامة في شمال شرق إنجلترا تأسست عام 1930. في العام الجامعي 2012/2013 كانت الجامعة تَضُم 21,830 طالب. وبالإضافة للجامعة الرئيسية وسط ميدلزبرة يوجد لها حرم جامعي آخر دارلينجتون واسمُها جامعة تيسايد دارلينجتون.

## إحصائيات
يبلغ عدد طلاب الجامعة 21,830 طالب، منهم 2,057 طالب دراسات عليا.

## وصلات خارجية
- الموقع الإلكتروني